# Lech Poznań
KKS Lech Poznań je poljski prvoligaški nogometni klub s sedežem v Poznanju, ki je bil ustanovljen leta 1922. 

## Dosežki
- Državni prvak: (9)

1982/83, 1983/84, 1989/90, 1991/92, 1992/93, 2009/10, 2014/15, 2021/22, 2024/25.
- Superpokal: (5)

1981/82, 1983/84, 1987/88, 2003/04, 2008/09.
- Pokalni zmagovalec: (6)

1990, 1992, 2004, 2009, 2015, 2016.